# 當代藝術博物館 (薩格勒布)

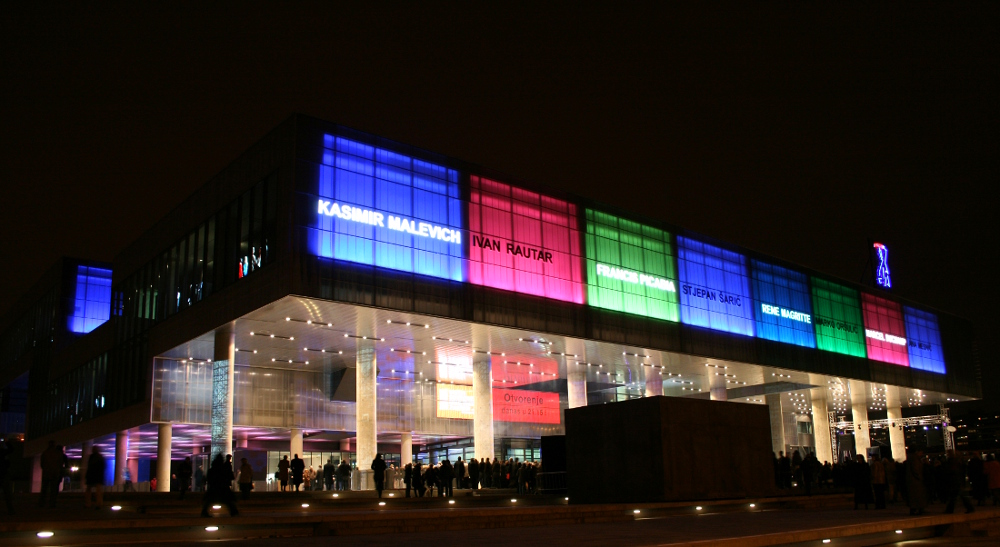
當代藝術博物館

當代藝術博物館是克羅埃西亞首都薩格勒布的一座博物館，位於杜布羅夫尼克大道。這座博物館是克羅埃西亞最大和最為現代的博物館。當代藝術博物館的前身是設立於1954年的當代藝術畫廊。

## 外部連結
- 官方网站（克羅埃西亞文）
- Brochure with basic information about the museum in English
- Article about museum's history （页面存档备份，存于） published in Vijenac （克羅埃西亞文）